# Leptokarya (Pella)
Leptokarya (griechisch Λεπτοκαρυά (f. sg.), bulgarisch Литово̀й) ist ein kleiner Ort am Rande der Ebene von Giannitsa auf dem Gemeindegebiet von Pella in der griechischen Region Zentralmakedonien.
Das Dorf liegt an der Straße Richtung Goumenissa zwischen den Orten Damiano im Süden und Fyliria im Norden. Eine weitere Verbindung geht nach Agrosykia im Südosten.
2011 wurden 187 Einwohner gezählt. Das Dorf besitzt eine Grundschule und einen Fußballplatz. Beim Friedhof östlich des Dorfes befindet sich die Kapelle Agios Nikolaos.

## Geschichte
Der Ort wurde unter der Bezeichnung Litovoj (Lutava) auf dem Kartenblatt 40–41 der Franzisco-Josephinischen Landesaufnahme aufgeführt.
Nach dem bulgarischen Ethnographen Dimitar Mishev zählte Litovoï zu Beginn des 20. Jahrhunderts 256 bulgarische Einwohner. 1912 wurden die Einwohner als mazedonischsprachig mit christlicher oder muslimischer Religion beschrieben. Nach dem Griechisch-Türkischen Krieg wurde im Vertrag von Lausanne ein Bevölkerungsaustausch zwischen Griechenland und der Türkei vereinbart. Die muslimische Bevölkerung musste in die Türkei auswandern, im Gegenzug wurden 471 christliche Flüchtlinge im Dorf angesiedelt. 1954 wurde das Dorf von Litovoio in Leptokarya umbenannt.